# Atongolium
Atongolium is een geslacht van kevers uit de familie van de loopkevers (Carabidae). De wetenschappelijke naam van het geslacht is voor het eerst geldig gepubliceerd in 2008 door Park and Will.

## Soorten
Het geslacht Atongolium omvat de volgende soorten:
- Atongolium mirabile Park and Will, 2008
- Atongolium moorei Park and Will, 2008